# Priščnjaki in travnice
Priščnjaki in travnice (znanstveno ime Meloidae) so družina hroščev, v katero je uvrščeno okoli 7.500 vrst. 

## Opis
Iz rodov Mylabris in Lytta, zlasti iz španske muhe, se pridobiva strupena kemikalija kantaridin, ki povzroča opeklinam podobno mehurjenje kože in se v medicini uporablja za odstranjevanje bradavic.
V največji rod, Epicauta, spada tudi veliko vrst, ki so strupene za konje. S konja je lahko usodno že zaužitje le nekaj hroščev med krmo.

## Sistematika

### Poddružina Eleticinae
Pleme Derideini
- Anthicoxenus
- Deridea
- Iselma
- Iselmeletica

Pleme Morphozonitini
- Ceriselma
- Morphozonitis
- Steniselma

Pleme Eleticini
- Eletica

Pleme Spasticini
- Eospasta
- Protomeloe
- Spastica
- Xenospasta

### Poddružina Meloinae
Pleme Cerocomini
- Anisarthrocera
- Cerocoma
- Diaphorocera
- Rhampholyssa
- Rhampholyssodes

Pleme Epicautini
- Denierella
- Epicauta
- Linsleya
- Psalydolytta

Pleme Eupomphini
- Cordylospasta
- Cysteodemus
- Eupompha
- Megetra
- Phodaga
- Pleropasta
- Tegrodera

Pleme Lyttini
- Acrolytta
- Afrolytta
- Alosimus
- Berberomeloe
- Cabalia
- Dictyolytta
- Eolydus
- Epispasta
- Lagorina
- Lydomorphus
- Lydulus
- Lydus
- Lytta
- Lyttolydulus
- Lyttonyx
- Megalytta
- Muzimes
- Oenas
- Parameloe
- Paroenas
- Physomeloe
- Prionotolytta
- Prolytta
- Pseudosybaris
- Sybaris
- Teratolytta
- Tetraolytta
- Trichomeloe

Pleme Meloini
- Cyaneolytta
- Lyttomeloe
- Meloe
- Spastomeloe
- Spastonyx

Pleme Mylabrini
- Actenodia

- Ceroctis
- Croscherichia
- Hycleus
- Lydoceras
- Mimesthes
- Mylabris
- Paractenodia
- Pseudabris
- Semenovilia
- Xanthabris

Pleme Pyrotini
- Bokermannia
- Brasiliota
- Denierota
- Glaphyrolytta
- Lyttamorpha
- Picnoseus
- Pseudopyrota
- Pyrota
- Wagneronota

Rodovi incertae sedis
- Australytta
- Calydus
- Gynapteryx
- Oreomeloe
- Pseudomeloe

### Poddružina Nemognathinae
Pleme Horiini
- Cissites
- Horia
- Synhoria

Pleme Nemognathini
- Cochliophorus
- Euzonitis
- Gnathium
- Gnathonemula
- Leptopalpus
- Megatrachelus
- Nemognatha
- Palaestra
- Palaestrida
- Pseudozonitis
- Rhyphonemognatha
- Stenodera
- Zonitis
- Zonitodema
- Zonitolytta
- Zonitomorpha
- Zonitoschema

Pleme Sitarini
- Allendeselazaria
- Apalus
- Ctenopus
- Glasunovia
- Nyadatus
- Sitaris
- Sitarobrachys
- Stenoria

Rod incertae sedis
- Hornia
- Onyctenus
- Sitaromorpha
- Tricrania

### Poddružina Tetraonycinae
Pleme Tetraonycini
- Meloetyphlus
- Opiomeloe
- Tetraonyx